# Abadia de São João Evangelista (Parma)
A Abadia de São João Evangelista (em italiano: Abbazia di San Giovanni Evangelista) é um complexo monástico beneditino em Parma, no norte da Itália, o qual inclui, além da abadia propriamente dita, uma igreja e uma antiga botica.
A abadia e a igreja foram construídas no século X, sobre um antigo oratório dedicado a São Columbano. Em 1477, todo o complexo foi danificado por um incêndio. A basílica da abadia foram reconstruídas por volta de 1490. A traça atual é em grande parte devida ao projeto de Bernardino Zaccagni, datado de 1510. A reconstrução terminou por volta de 1519.